# Kanon Wakeshima
Kanon Wakeshima (jap. 分岛花音 Wakeshima Kanon;  ur. 28 czerwca 1988) – japońska wokalistka i wiolonczelistka. Mana (Moi Dix Mois) zauroczony jej muzyką, został jej producentem. Zadebiutowała singlem "Still Doll" wydanym przez wytwórnię DefSTAR Records 28 maja 2008. Utwór "Still Doll" został użyty jako pierwszy ending anime Vampire Knight, a piosenka z jej drugiego singla – "Suna No Oshiro" wydanego 12 listopada 2008 roku, została użyta jako drugi ending.
W 2008 została nominowana do nagrody za najlepszy debiut roku. Kanon sama pisze teksty piosenek.

## Dyskografia

### Albumy
1. Shinshoku Dolce (jap. 侵食ドルチェ) (2009)
2. Shōjo jikake no Libretto ~Lolitawork Libretto~ (jap. 少女仕掛けのリブレット～LOLITAWORK LIBRETTO～) (2010)
3. Calendula Requiem (jap. カレンデュラ レクイエム) (2010) jako KanonxKanon
4. Koi no dōtei (jap. 恋の道程) (2011) jako KanonxKanon

### Single
1. Still Doll (2008) Oricon Singles: 33 w rankingu
2. Suna no oshiro (jap. 砂のお城) (2008) Oricon Singles: 39 w rankingu
3. Tōmei no kagi (jap. 透明の鍵) (2009) piosenka tematyczna gry online "Avalon no Kagi")